# 喀山雪豹
喀山雪豹冰球俱樂部（俄语：Ак Барс），以Ak Bars Kazan著稱，是俄罗斯喀山一個職業冰球隊伍，是大陸冰球聯盟的成员队伍。

## 外部連結
- （俄文） Ak Bars Kazan official site（页面存档备份，存于）
- Ak Bars Kazan on http://www.eliteprospects.com/（页面存档备份，存于）
- （俄文） Ak Bars Kazan on http://www.khl.ru/（页面存档备份，存于）